# Teodor Pileles Doranites
Teodor Pileles Doranites (gr. Θεόδωρος Πιλέλης Δωρανίτης, zm. w lipcu 1352) – bizantyński arystokrata i wojskowy działający w cesarstwie Trapezuntu.
W latach 1349–1350 był wielkim stratopedarchą w cesarstwie Trapezuntu. W 1351 został protowestiariuszem. Był w opozycji do rządów cesarza Aleksego III Komnena. W lipcu 1352 został wraz z synem i kuzynem uduszony. Jego bratem był Konstantyn Doranites. 